# Василькишки-1
Василькишки-1 (устар. Хритоны) — хутор в Плюском сельсовете Браславского районе Витебской области Белоруссии.
Находится на территории заповедника «Браславские озёра». Расположен в 28 км от Браслава, 255 км от Витебска и Минска, 12 км от Краслава, 40 км от Даугавпилса и 255 км от Риги. Почти со всех сторон окружена болотами. Изначально деревня существовала как поселение старообрядцев. После Великой Отечественной войны к населению деревни прибавились поляки. В 1 км от Василькишек проходит часть нефтепровода. Каждый год через территорию деревни проходит ралли «Браслав».